# Karl Dehio

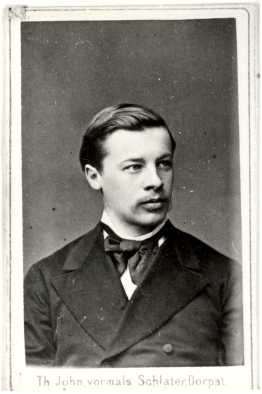
Karl Dehio (1870)

Karl Gottfried Konstantin Dehio (* 27. Maijul. / 8. Juni 1851greg. in Reval, Gouvernement Estland; † 26. Februar 1927 in Dorpat) war er ein deutsch-baltischer Arzt. Er war Professor für spezielle Pathologie und Klinik in Dorpat (estn. Tartu). Er war der letzte Rektor der (deutschsprachigen) Universität Dorpat.

## Leben

### Herkunft und Familie
Seine Eltern waren Constantin Dehio (1815–1886) und Auguste geb. Jencken (1824–1895). Im August 1885 heiratete er in Heidelberg Katharina („Käthe“) Meyer-Waldeck (* 1857), die jüngste Tochter des Schriftstellers Clemens Friedrich Meyer. Seine Ehefrau starb bereits 1890. In zweiter Ehe war Karl Dehio ab dem 21. Juli 1893 mit Elsbeth Treffner (1869–1915), der Tochter eines Religionslehrers, verheiratet. Aus dieser Ehe gingen ein Sohn, der nach wenigen Monaten starb, sowie fünf Töchter hervor, darunter die Schriftstellerin Else Hueck-Dehio. In seinen letzten Lebensjahren war er in dritter Ehe mit Marie Alide, geb. Beckmann, verheiratet.

### Werdegang
Karl Dehio studierte von 1870 bis 1876 Medizin an der Kaiserlichen Universität Dorpat, wo er der Baltischen Corporation Estonia Baltische Corporation Estonia Dorpat beitrat. 1877 promoviert, hielt er sich weiterer Studien halber 1878 in Wien auf. Von 1879 bis 1883 war er Arzt am Kinderhospital des Prinzen Peter von Oldenburg (1812–1881) in Sankt Petersburg. Durch seine Bekanntheit am Zarenhof wurde er 1881 Leibarzt der Großfürstin Katharina Michailowna. Er begleitete sie und ihre Söhne über Moskau und Kiew nach Berlin. 1884 ging er als Dozent zurück an die Dorpater Universität und war dort nach 1886 Professor für spezielle Pathologie und Klinik. Er schrieb von 1890 bis 1914 als Redakteur der St. Petersburger Medizinischen Wochenschrift für Dorpat. 1918 wurde er Rektor der Landesuniversität Dorpat. Zudem war er Vizepräsident der Gesellschaft zur Bekämpfung der Lepra in Livland. Die Deutsche Akademie der Naturforscher Leopoldina wählte ihn 1926 zum Mitglied.
Karl Dehio starb am 26. Februar 1927 im Alter von 75 Jahren in Dorpat.

### Wirkung
In der Medizin ist das „Dehiosche Zeichen“ bei der Diagnostik von Herzkrankheiten noch heute weltweit ein Begriff. Es besagt: „Wenn bei subkutaner Injektion von Atropin die Bradykardie sich behebt, so ist die Ursache ein Vagusreiz, andernfalls liegt Herzmuskelschwäche vor“. Er widmete sich zeitlebens der Bekämpfung der Lepra in Russland und im Baltikum. Mit Hilfe der jungen Großfürsten der Romanow, Söhne von Katharina Michailowna, sowie mit den Erträgen der von ihm veranstalteten Wohltätigkeitsveranstaltungen („Lepra-Bälle“) errichtete er in ganz Russland Leprosorien zur Behandlung der Kranken. Dass 1918 die Seuche in Russland erloschen war, ist zu großen Teilen auch seinem Einsatz zu verdanken.

### Nachlass
Teile von Dehios Nachlass befinden sich in der Dokumentensammlung vom Herder-Institut (Marburg) (DSHI) im Familienarchiv von Grote/Dehio.

## Werke
- Beiträge zur pathologischen Anatomie der Lepra. (1877)
- Experimentelle Studien über das bronchiale Athmungsgeräusch und die auscultatorischen Cavernensymptome. (1885)
- In der Dorpater Poliklinik gebräuchliche Recepte und Verordnungen. (1888)
- Die Infectionskrankheiten und ihre Heilung. (1892)
- Die Lepra einst und jetzt. (1895)
- Pocken, Rückfallsfieber, Flecktyphus und Malaria. (Handbuch der praktischen Medizin von Ebstein u. Schwalbe. 1899)
- Vitalismus und Mechanismus. (1926)